# A Place With No Name
«A Place With No Name» (en español: Un lugar sin nombre) (nombre original: A Place Without No Name) es una canción del artista estadounidense Michael Jackson, perteneciente a su decimotercero (y segundo póstumo) álbum de estudio Xscape (2014). Un fragmento de 24 segundos de la canción fue publicado póstumamente por la página web TMZ.com el 16 de julio de 2009, tres semanas después de la muerte del cantante. La versión completa se filtró en línea el 3 de diciembre de 2013. La pista guarda similitudes con «A Horse with No Name», una canción de la banda de rock America. En el momento de la filtración, la banda declaró que estaban “honrados” porque Michael Jackson escogiera samplear su trabajo.
Se ha afirmado que hay “docenas y docenas” de canciones inéditas de Jackson que podrían ser publicadas por varios años por venir. La canción fue más tarde contemporizada por los productores noruegos Stargate para su inclusión en el segundo álbum póstumo de Jackson, Xscape (2014), junto con la versión original. «A Place With No Name» fue lanzada a la radio contemporánea urbana americana el 12 de agosto de 2014.

## Videos musicales
El 13 de agosto de 2014, "A Place With No Name" genera que por primera vez un videoclip debute exclusivamente en Twitter. Junto con su estreno de tuit, "A Place With No Name" también fue mostrado en la pantalla de vídeo de Sony en el Times Square el miércoles por la noche a las 10 p. m. Fue subido al canal de Youtube de Michael Jackson VEVO al día siguiente . En línea con el tema del desierto que aparece en la letra de "A Horse with No Name" de América, el video protagoniza a los bailarines Alvester Martin, que trabajó con Jackson durante diez años, ya Danielle Acoff en nuevas secuencias de baile en un desierto. El video también se teje en pequeñas partes de clips de Jackson como "In the Closet".
Un segundo video musical fue lanzado en el canal de VEVO de Michael Jackson el 28 de agosto de 2014, con bailes coreografiados realizados por los bailarines de la gira mundial "Michael Jackson: One" del Cirque du Soleil. Fue filmado en diferentes lugares de Los Ángeles, pero la mayor parte del video fue filmado dentro de la "Michael Jackson: ONE" en Mandalay Bay Resort and Casino.

## Apariciones en la cultura popular
El 13 de agosto de 2014, al día siguiente del lanzamiento oficial de la canción, el reality show de Fox, "So You Think You Can Dance", lo presentó en una rutina coreografiada por Travis Payne, un exbailarín de respaldo y coreógrafo para Michael Jackson.
A partir de octubre de 2014, la canción fue utilizada en una serie de comerciales de Jeep, principalmente para la línea de la canción de "Mi Jeep comenzó a rock".

## Lista de canciones
| CD Sencillo |                                                 |          |  |
| N.º         | Título                                          | Duración |  |
| 1.          | «A Place with No Name» (Sencillo)               | 3:53     |  |
| 2.          | «A Place with No Name» (Versión del álbum)      | 5:35     |  |
| 3.          | «Slave to the Rhythm» (Audien Remix Radio Edit) | 3:15     |  |

| CD Promo |                        |          |  |
| N.º      | Título                 | Duración |  |
| 1.       | «A Place with No Name» | 5:35     |  |